# Safareigs de la Font Nova
Els safareigs de la Font Nova són uns antics safareigs públics de Sabadell, al Vallès Occidental. Estan situats al barri Centre de la ciutat, a la cantonada del carrer de les Paus, 35 i el carrer de la Font Nova, 36. A l'emplaçament que ocupen ja hi havia hagut un safareig que data de la dècada del 1830, lloc on l'any 1892 l'arquitecte Miquel Pascual i Tintorer va fer un projecte d'estil modernista per tancar i cobrir el safareig. A partir de la dècada del 1950 els safareigs van perdre la funció original i van entrar en desús. Actualment s'hi fan visites guiades i tallers per a escoles.
Formen part del patrimoni monumental de Sabadell catalogat en l'Inventari del Patrimoni Arquitectònic Català per la Generalitat de Catalunya i en el Pla Especial de Protecció del Patrimoni de Sabadell (PEPPS) per l'Ajuntament de Sabadell.

## Història
A la dècada dels anys vint del segle xix, època de gran creixement urbanístic a Sabadell, es va produir un eixamplament del barri de la Salut —barri situat al voltant del carrer de la Salut— de manera que els nous habitants demanaven noves fonts per proveir-se d'aigua. Així doncs, l'1 de novembre de 1829, en Joaquim Mornau d'Amat donà a l'Ajuntament un tros de terreny situat a l'indret anomenat les Planes d'en Macià, amb les condicions de fer-hi un rentador públic i una font que fos de lliure accés. El primer safareig de la Font Nova data de 1837 —tot i que altres fonts el situen el 1833— i fou construït mitjançant els dines obtinguts per la venda de tres plomes (mesura) d'aigua als fabricants Pau Turull i Josep Sardà. Trenta anys més tard el consistori va fer aixecar un mur de nou pams per tal de tancar la pica. Això es va fer a causa de diferents queixes rebudes per conciutadans que titllaven el pas per la zona com a immoral i per tal d'evitar que es poguessin veure les dones rentant roba.

### Safareigs modernistes

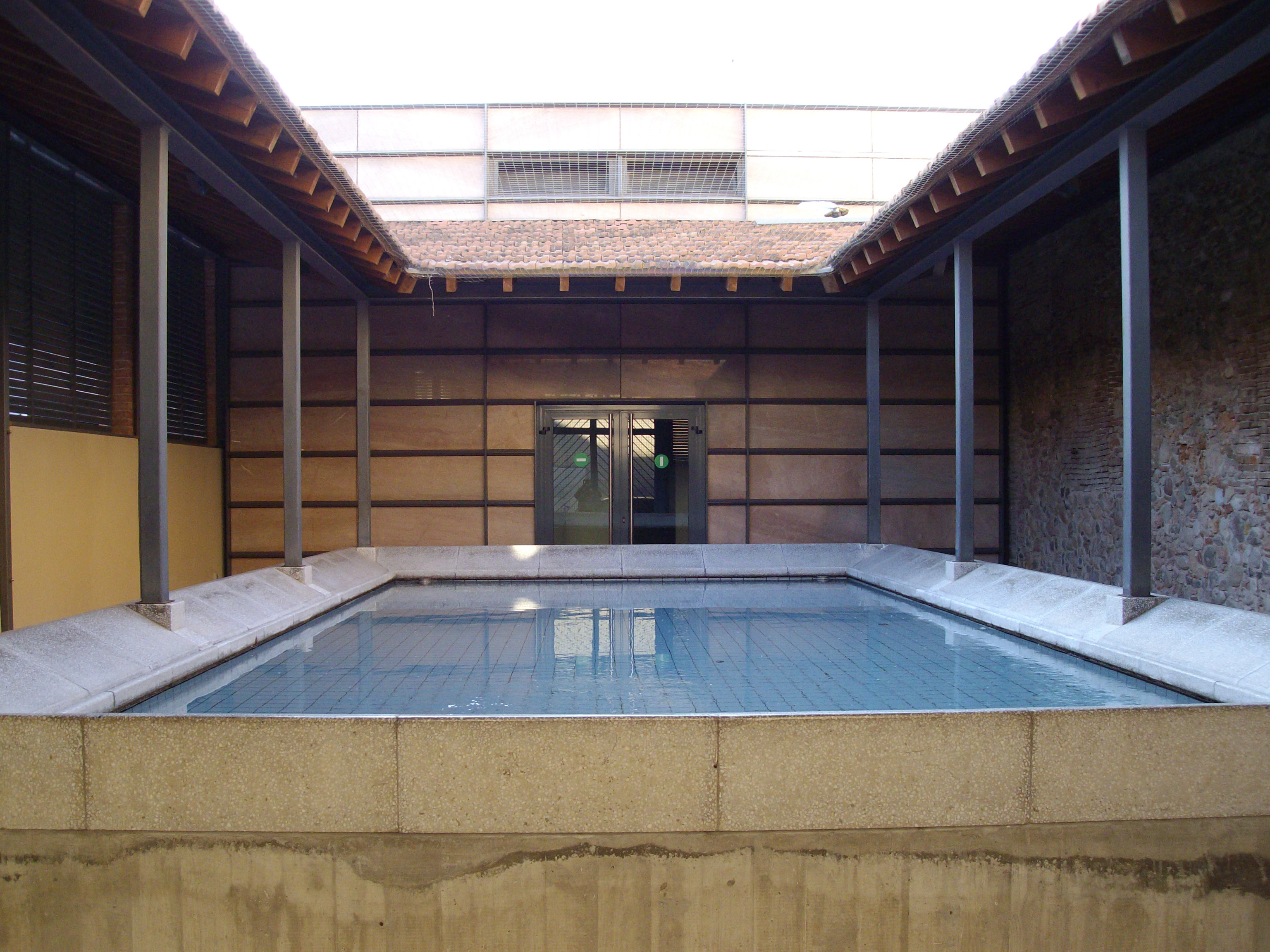
Interior dels safareigs de la Font Nova

L'any 1892 l'arquitecte Miquel Pascual i Tintorer va dissenyar un projecte per tancar i cobrir el safareig. Les obres es van dur a terme durant l'estiu de 1893. Llavors el safareig obria cada dia de la setmana, i l'horari era de set del matí fins a la posta del sol. Cada pica tenia la seva funció: unes eren per esbandir i altres per ensabonar, i al mateix temps unes es destinaven a la roba de color mentre que l'altra estava destinada a la roba blanca. Quan hi havia una malaltia infecciosa era obligatori rentar la roba dels malalts en una pica a part per no propagar la infecció.
A partir del 1962, l'Ajuntament va nomenar dos encarregats per a la neteja dels safareigs. Posteriorment, l'encarregat del safareig fou en Josep Juan i Muns, que va tenir la concessió dels safareigs des de l'any 1908 fins a la dècada del 1950 quan, amb l'arribada més o menys generalitzada de l'aigua corrent a les cases, va entrar en desús. Durant aquesta època, en Josep Juan oferia uns serveis alternatius que eren remunerats, com ara els serveis de bugada, la vigilància de cubells de la roba en remull, la venda d'aigua calenta, el sabó i el llexiu que ell mateix fabricava.
El 1997 els safareigs van ser rehabilitats. En les obres de rehabilitació, se'n va conservar la façana modernista, es va reconstruir i conservar un dels dos safareigs que hi havia i també es va restaurar la coberta, la qual aprofita l'aigua de pluja, que cau directament dins la pica. L'altra part de l'edifici es va habilitar com a equipament per a l'escola pública Enric Casassas. Actualment han perdut la funció original i s'hi fan visites guiades organitzades pel Museu d'Història de Sabadell, on s'explica la seva història, ús i funcionament, i tallers per a les escoles.

## Edifici

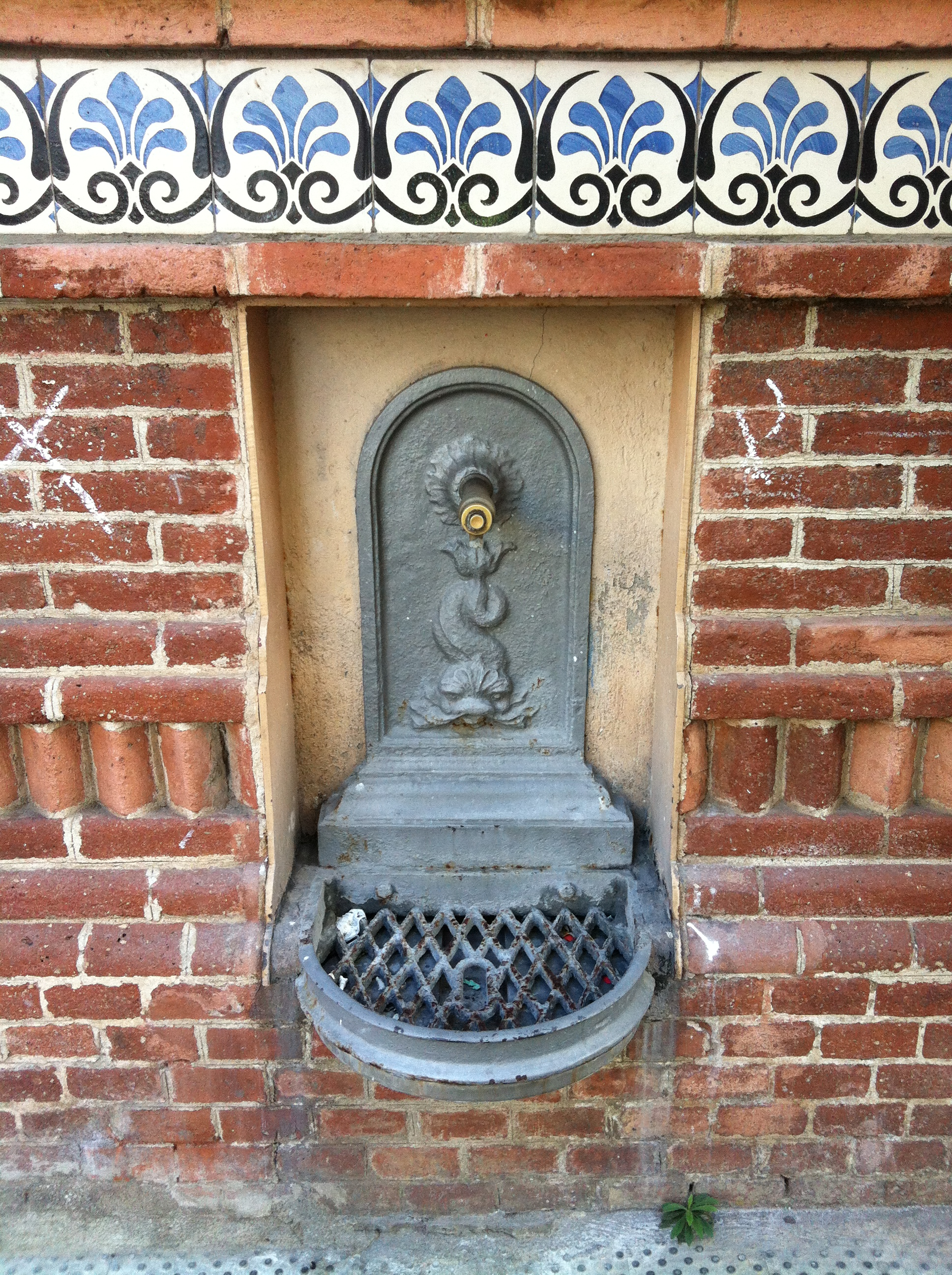
Font nova ubicada a l'exterior

L'edifici, construït amb la finalitat de ser un lloc on rentar-hi la roba i emmagatzemar-hi aigua, és de planta rectangular i fa cantonada entre els carrers de les Paus i de la Font Nova. Està format per un mur d'obra vista ornada amb rajola de València, un pòrtic i la coberta. A l'interior hi ha un pòrtic d'estructura metàl·lica que suporta la coberta, la qual cobreix la part perimetral de la planta, deixant la resta a cel obert. El mur de tancament està format per uns pilars i una cornisa que emmarquen una gelosia de lames de fusta. A la façana exterior hi ha una font metàl·lica.